# Stjerneskud (smørrebrød)
 For alternative betydninger, se Stjerneskud (flertydig). (Se også artikler, som begynder med Stjerneskud)
Et stjerneskud er en type smørrebrød med en stegt og en dampet rødspættefilet på franskbrød (ristet toastbrød) garneret med fx asparges, kaviar, rejer og citron.
Stjerneskuddet siges at være opfundet af Ida Davidsen, da kosmonauten Jurij Gagarin besøgte København i 1962, hvor hun serverede et stykke højt belagt smørrebrød med rødspættefileter formet som en raket, som hun kaldte et stjerneskud.
En variant uden dampet fiskefilet hedder stjernekaster.
I 2005 blev den danske kok Rasmus Kofoed fyret fra Hotel d'Angleterre, da han nægtede at sætte stjerneskud, pariserbøf og club sandwich på menukortet i hotellets restaurant.